# Зубенко Олександра Йосипівна
Олександра Йосипівна Зубенко (нар. 20 листопада 1946, місто Верхівцеве, тепер Верхньодніпровського району Дніпропетровської області) — українська радянська діячка, сепараторниця збагачувального виробництва Верхньодніпровського гірничо-металургійного комбінату міста Вільногірська Дніпропетровської області. Депутат Верховної Ради СРСР 8—9-го скликань.

## Біографія
Народилася в родині залізничника. Закінчила восьмирічну школу на станції Верхівцеве Верхньодніпровського району Дніпропетровської області.
У 1964 році закінчила Верхньодніпровський гірничо-металургійний технікум у місті Вільногірську Дніпропетровської області, здобула спеціальність техніка-збагачувача. Член ВЛКСМ.
У 1964—1967 роках — транспортерниця, з 1967 року — сепараторниця збагачувальної фабрики № 1 (збагачувального виробництва) Верхньодніпровського гірничо-металургійного комбінату міста Вільногірська Дніпропетровської області. Ударник комуністичної праці.
Учасник Х всесвітнього фестивалю молоді і студентів у місті Берліні.
Закінчила заочний факультет Криворізького гірничорудного інституту Дніпропетровської області.
Потім — на пенсії в місті Вільногірську Дніпропетровської області.

## Нагороди
- орден Трудового Червоного Прапора
- медаль «За доблесну працю. В ознаменування 100-річчя з дня народження Володимира Ілліча Леніна» (1970)
- медалі